# سلفادور توريس
سلفادور توريس (بالإنجليزية: Salvador Torres)‏ هو فنان أمريكي، ولد في 3 يوليو 1936 في إل باسو في الولايات المتحدة.